# Borodin-Quartett
Das Borodin-Quartett ist ein Streichquartett, das 1945 in der Sowjetunion als Moskauer Philharmonisches Quartett gegründet wurde. Es ist eines der am längsten existierenden Streichquartette und war auch während des Kalten Krieges eines der im Westen bekanntesten sowjetischen Ensembles, da es häufig Konzerte in den europäischen Ländern und in den USA absolvierte. Daneben erschienen zahlreiche Plattenaufnahmen.
Das Quartett hatte engen Kontakt zum Komponisten und Pianisten Dmitri Schostakowitsch, der es regelmäßig beim Komponieren seiner Streichquartette konsultierte. Die Aufnahmen des Quartettes umfassen zahlreiche Werke russischer und westeuropäischer Komponisten bei den Labels Melodiya, Teldec, Virgin Classics, Chandos Records und Onyx. Das Quartett hat alle Streichquartette von Dmitri Schostakowitsch, Pjotr Tschaikowski, Johannes Brahms und Ludwig van Beethoven aufgenommen und in seinen Konzerten aufgeführt, daneben Werke von Franz Schubert, Alexander Borodin, Sergei Prokofjew, dem Schostakowitsch-Schüler Mieczysław Weinberg und Nikolai Mjaskowski. Das Quartett spielte häufig mit Mstislaw Rostropowitsch, Elisabeth Leonskaja, Yuri Bashmet, Natalia Gutman, Elisso Wirsaladse, Viktor Tretjakov, Christoph Eschenbach und vor allem mit Swjatoslaw Richter zusammen.
Das Borodin-Quartett zeichnet sich durch einen fast symphonisch dichten Klang aus. „...für das Borodin-Quartett ist gerade der vollkommen natürliche, organische Fluß ein Markenzeichen seines Stils“.

## Geschichte
Das Borodin-Quartett wurde 1945 als Moskauer Philharmonisches Quartett gegründet. Die ursprüngliche Besetzung war:
- Rostislav Dubinsky, erste Violine
- Vladimir Rabeij, zweite Violine
- Walentin Alexandrowitsch Berlinski, Violoncello
- Rudolf Barschai, Viola

Alle Mitglieder kamen aus der Kammermusikklasse von Mikhail Terian, dem Viola-Spieler des Comitas Quartett. Ursprünglich war Mstislaw Rostropowitsch als Cellist vorgesehen, der aber einige Wochen vor der Gründung zu Gunsten Walentin Alexandrowitsch Berlinskis zurücktrat. Nach zwei Jahren ersetzte Nina Barschai den zweiten Violinisten Vladimir Rabeij, 1952 folgte Jaroslav Alexandrov. 1953 verließ Rudolf Barschai das Quartett zugunsten seiner Dirigentenkarriere. Sein Nachfolger wurde Dmitri Schebalin. Diese Besetzung bildete für die nächsten 20 Jahre das „Original“-Borodin-Quartett.
1946 traf das Quartett zum ersten Mal auf Schostakowitsch und wurde zum idealen Interpreten seiner 15 Streichquartette. Die Aufführungen dieser Quartette in den Konzertsälen der Welt machten Schostakowitschs Streichquartette und das Borodin-Quartett berühmt. Als eines der meist gerühmten Kammermusikensemble der Sowjetunion spielte das Borodin-Quartett auf den Begräbnissen von Josef Stalin und Sergei Prokofjew, die beide am 5. März 1953 gestorben waren.
1955 benannte sich das Quartett nach Alexander Borodin, einem der Begründer der russischen Kammermusik. Als eines der ersten Ensembles spielte das Borodin-Quartett außerhalb der Sowjetunion, z. B. 1955 in der DDR, dann in der Tschechoslowakei und schließlich sogar in den USA.
Nach 20 Jahren in der gleichen Besetzung folgten in den 70er Jahren schwierige Zeiten: Rostislav Dubinsky emigrierte 1976 in den Westen, Jaroslav Alexandrov trat aus gesundheitlichen Gründen zurück. Walentin Alexandrowitsch Berlinski, der als die Seele des Quartetts gilt, fand als Nachfolger Mikhail Kopelman und Andrei Abramenkov als 1. und 2. Violine. Berlinski bestand darauf, dass sich das Quartett für zwei Jahre zurückzog, bis der alte Borodin-Klang wieder erreicht wurde.
In kürzester Zeit konnte das Quartett an seine alten Erfolge anknüpfen und seine Konzerte und Plattenaufnahmen wurden weltweit positiv aufgenommen. Nach dem Ende der Sowjetunion 1989 intensivierte das Quartett seine Konzerttätigkeit im Westen. Nach den Feiern zum 50-jährigen Bestehen des Quartetts trat Dmitri Schebalin aus Altersgründen zurück und wurde durch Igor Naidin (einen Schüler von Yuri Bashmet) ersetzt, Ruben Aharonian wurde neuer 1. Violinist, als Mikhail Kopelman das Quartett verließ. 2007 verließ dann auch Walentin Alexandrowitsch Berlinski das Borodin-Quartett und wurde durch Vladimir Balshin ersetzt. Berlinski blieb dem Quartett aber als künstlerischer Berater erhalten.
Trotz der vielen personellen Veränderungen konnte die aktuelle Besetzung den typischen Borodin-Klang und -Stil erhalten.
Zum 60. Geburtstag führte das Borodin-Quartett die kompletten Streichquartette von Ludwig van Beethoven im Concertgebouw Amsterdam und im Wiener Musikverein auf. Weitere Gala-Aufführungen fanden in Moskau (Januar 2005), in der Londoner Wigmore Hall und im Théâtre des Champs-Élysées Paris (Mai 2005) statt. Chandos Records veröffentlichte die gesamten Streichquartette Beethovens als Jubiläums-Edition.

## Mitglieder

### Aktuelle Besetzung
- Ruben Aharonian, erste Violine
- Sergei Lomovsky, zweite Violine
- Igor Naidin, Viola
- Vladimir Balshin, Violoncello

### Frühere Mitglieder
- Rostislav Dubinsky, erste Violine, 1945–1976
- Mikhail Kopelman, erste Violine, 1976–1996
- Vladimir Rabei, zweite Violine, 1945–1947
- Nina Barschai, zweite Violine, 1947–1953
- Yaroslav Alexandrov, zweite Violine, 1953–1974
- Andrei Abramenkov, zweite Violine, 1974–2011
- Rudolf Barshai, Viola, 1945–1953
- Dmitri Schebalin, Viola, 1953–1996
- Walentin Alexandrowitsch Berlinski, Violoncello, 1945–2007

## Wichtige Aufnahmen
- Samuel Barber: Streichquartett op. 11
- Ludwig van Beethoven: Streichquartette Nr. 1–16, Große Fuge
- Alexander Borodin: Streichquartette Nr. 1–2
- Johannes Brahms: Streichquartette Nr. 1–3, Klavierquartette Nr. 1–3, Klarinettenquintett op. 115
- Claude Debussy: Streichquartett op. 10
- Antonín Dvořák: Klavierquintette op. 5 und op. 81
- German Galynin: Klaviertrio d-moll
- Joseph Haydn: Die sieben letzten Worte unseres Erlösers am Kreuze; Streichquartette op. 33, 1–6, „Russische Quartette“
- Paul Hindemith: Streichquartett Nr. 3
- Wolfgang Amadeus Mozart: Streichquartett Nr. 15; Klarinettenquintett KV 581
- Boris Parsadanian: Streichquartett (1974)
- Sergei Prokofjew: Streichquartett Nr. 2
- Maurice Ravel: Streichquartett
- Alfred Schnittke: Streichquartett Nr. 1
- Arnold Schönberg: Streichquartett Nr. 2
- Franz Schubert: Streichquartett Nr. 14
- Robert Schumann: Klavierquintett op. 44
- Wissarion Schebalin: Streichquartette Nr. 5 und 9
- Dmitri Schostakowitsch: Streichquartette Nr. 1–15, Klavierquintett op. 57, Klaviertrio Nr. 2
- Igor Strawinsky: 3 Stücke für Streichquartett (1914)
- Pjotr Tschaikowski: Streichquartette Nr. 1–3, Sextett op. 70 „Souvenir de Florence“
- Mieczyslaw Weinberg: Klavierquintett op. 18, Streichquartett Nr. 8

Für die Aufnahme der Streichquartette und von Souvenir de Florence von Pjotr Tschaikowski erhielt das Borodin-Quartett den Gramophone Award 1998. Die erste Aufnahme für das Label Onyx mit Werken von Borodin, Schubert, Webern and Rachmaninov wurde 2005 für den Grammy als beste Kammermusikaufnahme nominiert. Die Streichquartette Nr. 3, 7, 8 von Dmitri Schostakowitsch wurden mit dem Edison Prize 1992 ausgezeichnet, die beiden Streichquartette von Alexander Borodin (EMI) mit dem Gramophone Award 1992. Die Klavierquintette op. 5 und op. 81 (mit Swjatoslaw Richter) wurden 1986 für den Gramophone Award nominiert.